# 徐芊
徐芊（1925年—2018年1月27日），曾用名徐敏芹，男，山东新泰人。中国政治人物。曾任中共宁夏回族自治区委员会秘书长、中共银川市委第一书记、中共宁夏回族自治区顾问委员会副主任等职。

## 生平
1925年出生于山东新泰。1939年2月参加革命，在大众日报社印刷厂工作。1940年12月加入中国共产党。1941年毕业于抗日军政大学山东分校。1944年后，历任中共鲁中区沂源县文坦区委书记，山东滨海地区青年干部训练队队长，中共鲁中南区委青委委员、团校教导主任，青年团浙江省委宣传部部长，青年团浙江省委副书记等职。1954年调至黑龙江省工作，担任兴安矿筹备处主任、煤炭工业部鹤岗矿务局局长、中共鹤岗市委书记处书记等职。1966年，调至宁夏回族自治区工作，担任贺兰山煤炭工业公司第一副经理。1970年后，历任中共石嘴山市委书记兼市革委会主任，中共银北地委书记，中共银南地委书记，中共宁夏回族自治区委员会秘书长兼办公厅主任等职。1981年至1984年，担任中共银川市委第一书记。1985年3月至1993年4月，担任中共宁夏回族自治区顾问委员会副主任。2018年1月27日凌晨3时30分在银川逝世。

## 荣誉
- 中国人民抗日战争胜利70周年纪念章（2015年）[4]